# Sekulinci
Sekulinci is een plaats in de gemeente Voćin in de Kroatische provincie Virovitica-Podravina. De plaats telt 15 inwoners (2001).